# Ölyvös-ér-mellékcsatorna
Ölyvös-ér-mellékcsatorna egy csatorna Magyarországon. Hajdú-Bihar vármegyében, az ország keleti részén, Budapesttől 190 km-re keletre található.

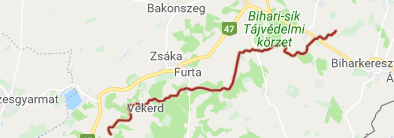

A környék hemiborealis éghajlati zóna része. Az éves átlaghőmérséklet 11 °C. A legmelegebb hónap július, amikor az átlaghőmérséklet 24 °C, a leghidegebb pedig december, -4 °C-kal. Az éves átlagos csapadékmennyiség 806 mm/év. A legnedvesebb hónap június, átlagosan 90 mm-es csapadék, a legszárazabb pedig augusztus, 46 mm-es csapadékkal. Mezőpeterd határában több kicsi kanálisból összefolyik maga az ér ami több mint 35 kilométeren keresztül folyik és Darvas határában torkollik bele a Kutas-főcsatornába.
A furtai elnevezése: Makkos mely a mellette húzódó tölgyerdőről kapta az ottani elnevezést.